# 對華援助協會
對華援助協會（英語：China Aid Association），簡稱ChinaAid，在2002年成立於美國費城，2004年改搬至德州的米德蘭，是美國境內針對中華人民共和國人權、中國基督徒迫害情形、維吾爾族遭中共關押至新疆再教育營、西藏問題及香港一國兩制為主要活動的非政府組織。曾從中國營救的知名人士包括盲人維權者陳光誠、愛滋病防治活動家高耀潔、維權律師高智晟家人、因在网络质疑中印军事冲突中方实际死亡人数被中国政府跨国绑架的王靖渝。

## 歷史
- 2002年，對華援助協會成立，當時正值中國政府對五名中國家庭教會領袖宣布死刑判決之際。作為回應，基於「曝光-鼓勵-裝備」的使命構想，該會在會晤美國國會議員及其工作人員後，發布了第一份新聞稿，向時任中共中央總書記兼中國國家主席江澤民透露了這些案件的細節，發起了第一次寫信運動，並派出了第一批經過培訓的人權律師隊伍捍衛被迫害者的權益。最後，五名中國家庭教會領袖的死刑判決得以被推翻。
- 2004年，該會辦公室從費城搬到德克薩斯州的米德蘭。同年，向蔡卓華牧師提供法律援助，使蔡卓華案由一審的15年被改判為三年；還向蕭山家庭教會提供了法律援助。
- 2005年，中國政府撤銷了高智晟律師的執業執照。2006年8月，高智晟律師被中國政府綁架。對華援助協會引導國際社會呼籲釋放高智晟律師。
- 2006年，中國基督徒人權律師協會成立。當年晚些時候，該會發布了第一份《迫害中國家庭教會年度報告》。
- 2007年，對華援助協會繼續為「蕭山教案」提供法律援助，其中三名基督徒因涉嫌「向外國組織提供情報」被判刑。對華援助協會為「史維瀚案」提供法律援助，該案因為史維瀚不願向中共政府提供其他基督教領袖的信息而遭受酷刑。
- 2008年，該會發起了一個釋放從伊斯蘭教改為基督教的維吾爾族基督徒阿里木江·依米提的運動。同年，美國南方浸信會授予對華援助協會主席傅希秋先生約翰·萊蘭宗教自由獎，傅希秋先生與四位人權活動家一起在白宮外交會議廳得到小布希總統的會見。傅希秋還被邀請到布魯塞爾的歐盟總部，提請國際社會關注高智晟律師和阿里木江·依米提受迫害案件。
- 2009年，該會幫助高智晟的妻子和兩個孩子，律師郭飛雄的妻子和孩子在美國獲得難民身份併申請庇護。對華援助協會向美國參議院議長、美國國務卿希拉蕊和中國駐美大使館提交了一項「釋放高」的請願書，該請願書共有五萬多份簽名。對華援助協會組織了第五屆中國律師代表團在美國國會蘭托斯人權委員會關於「中國宗教自由與法治現狀」的聽證會上作證。
- 2010年，該會向廣州的良人家庭教會提供法律援助，該教會被迫在戶外進行敬拜，王島（約書亞）牧師被刑事拘留。對華援助協會組織了六屆中國人權律師代表團，出席在布魯塞爾歐洲議會人權委員會舉行的中國人權聽證會。年底，對華援助協會主席傅希秋先生出席了人權與民主倡導者劉曉波的諾貝爾和平獎頒獎典禮。
- 2011年，該會發布了一個有關盲人人權律師陳光誠被軟禁在家的影片，引起了國際社會對陳光誠遭遇的關注。對華援助協會與「國際基督教團結聯盟」一道，提名2011年荷蘭鬱金香人權獎授予被監禁和癱瘓的基督教人權律師倪玉蘭女士，該獎旨在獎勵促進國際人權的人士。對華援助協會組織了一個代表團，在荷蘭的歐盟人權論壇上就中國人權、宗教自由和法治狀況的惡化作證。
- 2012年，軟禁中的陳光誠逃到美國駐華大使館之後，該會主席傅希秋先生代表陳光誠在美國國會聽證會上作證。傅希秋先生的證詞幫助了陳光誠及其家人被釋放去往美國。[1]
- 2013年，該會慶祝傅希秋先生的回憶錄《上帝的雙重間諜》發布。對華援助協會安排前副主席Kody Kness與Devra Marcus博士一起前往中國，試圖會見中國18名被監禁的持不同政見者之一的朱虞夫，並且評估他的健康狀況，華盛頓郵報、華爾街日報、 美聯社和其它媒體都對朱虞夫在監獄中的處境做過報導。對華援助協會加倍援助陳光誠在中國受迫害的家人，並安排陳光誠與美國律師協會、美國國務院高級官員、國會少數黨領袖南希·裴洛西和其他美國國會主要領袖會面。
- 2014年，該會通過發布1500份中文新聞稿和200多條原創英文新聞報導，暴露了中國侵犯宗教自由和相關的侵犯人權行為。向20個遭受虐待的人權捍衛者家庭提供支援和資助，向超過100位中國人權律師提供資金，幫助來自中國20個省的宗教自由維權人士，直接資助了40多宗宗教自由和人權案件，為6000多名中國宗教和社區領袖提供了法治培訓。
- 2015年，為了應對迅速升級的迫害，該會揭露了從2015年7月9日開始，中國政府對維權律師和權利倡導者的突然打壓，後來被稱為「中國709維權律師大抓捕事件”。在這個艱難嚴酷的時期， 該會盡其所能幫助相關律師和家屬捍衛自由。該會引導國際媒體報導中國浙江全省範圍內拆除二千多個十字架的逼迫教會運動，該逼迫導致任意拘留和逮捕數百名基督徒，包括人權律師張凱。
- 2016年2月，該會與前中華民國副總統呂秀蓮合作舉行了亞太宗教自由論壇（APRFF），許多著名的宗教自由倡導者相聚一堂，討論亞洲的宗教自由狀況。此外，對華援助協會舉辦了系列培訓和研討會，旨在為受迫害的基督徒裝備有效維護權利、帶領教會所需的神學和法律知識。 4月，對華援助協會發布了丁翠梅被謀殺殉難的消息，丁翠梅為阻擋教會因土地糾紛而被拆除，慘遭活埋致死。由此造成國際媒體強烈關注，成功地迫使當地政府同意教會可以保留自己的土地。
- 2017年，因著中國政府對基督徒和人權律師的繼續迫害，該會組織受害者家屬前往華盛頓特區與美國主要決策者述說他們的遭遇。他們與許多眾議員和參議員進行了良好的交流合作。
- 2019年，該會在台灣，與台灣基督長老教會、台灣關懷中國人權聯盟一同召開民間版台灣國際宗教自由論壇（Taiwan International Religious Freedom Forum,TIRFF），同年6月4日，該會主席傅希秋獲頒美國國家民主基金會的「2019人權獎」，該獎由美國眾議員麥克·麥克考親自頒發。[2][3][4][5]

## 合作機構
- 美國國家民主基金會
- 自由之家
- 蘭托斯基金會
- 巴拿巴國際
- 殉道者之聲美國
- 殉道者之聲加拿大
- 殉道者之聲韓國
- 國際基督教團結聯盟
- 釋放國際
- 國際基督教關注

## 顧問
- 美國眾議員弗蘭克·魯道夫·沃爾夫
- 美國國務院民主人權勞動事務助卿（英语：Assistant Secretary of State for Democracy, Human Rights, and Labor）大衛﹒克萊默（英语：David J. Kramer）
- 前白宮職員威廉·英伯登（英语：William Inboden）
- 美國國會中國執委會通訊與政策通讯主任，曾任美國國際宗教自由委員會政策副主任斯考特·菲利普斯（Scott Flipse）
- 美國軍事控制協會（英语：Arms Control Association）主席、美國外交關係協會成員黛博拉·菲克斯（英语：Deborah Fikes）
- 前《時代雜誌》駐北京站站長大衛·艾克曼（英语：David Aikman）
- 歐洲議會人權與民主副議長（英语：Yorkshire and the Humber (European Parliament constituency)）愛德華-麥克米蘭·史考特（英语：Edward McMillan-Scott）
- 蘭托斯基金會總裁兼首席執行官卡特里娜·斯維特
- 賓夕法尼亞大學國際關係和中國歷史教授林霨
- 前美國全國福音派協會主席、北中央大學（英语：North Central University）校長、西北大學校長唐·阿哥尤（英语：Don Argue）
- 台灣關懷中國人權聯盟理事長楊憲宏
- 前美國愛達荷州共和黨主席、副總統錢尼的副國家安全顧問葉望輝

## 外部連結
- 官方网站（简体中文）
- 對華援助協會的Facebook專頁
- YouTube上的對華援助協會頻道
- 對華援助協會的X（前Twitter）

- 官方网站（英文）
- ChinaAid的Facebook專頁
- YouTube上的ChinaAid頻道
- ChinaAid的X（前Twitter）
- ChinaAid的Instagram帳戶